# Cinematica inversa
Cinematica inversa è il processo di determinazione dei parametri di un oggetto articolato e flessibile, che soddisfino il raggiungimento di una posa desiderata, in base al posizionamento delle sole estremità. Ad esempio, in un modello tridimensionale del corpo umano, quali sono gli angoli che gomito e avambraccio devono formare per muovere la mano da una posizione di riposo a una di saluto?
La questione è vitale in robotica, dove le braccia meccaniche vengono controllate in termini di angoli d'articolazione, ma un operatore che deve posizionare un attrezzo con un braccio meccanico non vuole certo guidare manualmente ogni articolazione del robot.
La cinematica inversa è importante anche nella programmazione di videogiochi e nella modellazione tridimensionale,  ma va detto che la sua rilevanza in quest'ambito è andata calando con l'imporsi dell'uso di grosse librerie dati di cattura del movimento.
Una figura articolata è formata da una serie di segmenti rigidi connessi tra loro per mezzo di articolazioni. Al variare degli angoli d'articolazione si ottiene un numero indefinito di configurazioni. Il problema più grande sta nel trovare gli angoli giusti per ottenere l'impostazione che si desidera dare alla figura. In generale, non c'è una soluzione analitica al problema. Ad ogni modo, il problema posto dalla cinematica inversa può essere risolto attraverso tecniche di programmazione non lineare.
Per gli animatori, le soluzioni di cinematica inversa sono di importanza notevole. Gli artisti trovano molto più semplice impostare la posa nello spazio virtuale invece di immettere i valori degli angoli delle articolazioni. L'applicazione degli algoritmi di cinematica inversa consente di manipolare interattivamente gli oggetti, controllare l'animazione ed evitare le collisioni.

## Cinematica inversa nell'animazione
Nell'animazione tridimensionale si può calcolare il movimento di tutti i rami di una struttura articolata, in base alla posizione iniziale e finale di un'estremità dell'oggetto. Il metodo opposto, cinematica diretta, richiede la pianificazione di ogni movimento per ogni parte che compone un oggetto.
Prendiamo un esempio dal mondo reale: quando si cerca di afferrare la maniglia di una porta, il  cervello effettua dei calcoli per posizionare il tronco e gli arti, di modo che la mano venga a trovarsi vicino alla porta. L'obiettivo principale è muovere la mano, ma posizionarla nello spazio desiderato richiede una complessa concertazione di diverse articolazioni. Similmente grazie a diversi strumenti tecnologici, bisogna eseguire complessi calcoli di cinematica inversa, per articolare le diramazioni di una struttura ad albero e ottenere il risultato voluto.
Gli animatori spesso scelgono di lavorare con personaggi generati al computer, ma troverebbero pressoché impossibile animare ogni articolazione. La soluzione è impostare opportunamente gli archi di movimento delle articolazioni, in modo da permettere all'animatore di muovere mani, piedi e tronco del soggetto, mentre il computer genera automaticamente la posizione di braccia e gambe.
Perché il risultato sia soddisfacente, è necessario che le articolazioni vengano regolate tenendo conto di limiti della struttura: ad esempio nell'animazione di una figura umana, l'arco di movimento tra avambraccio e gomito dovrà avvenire su un solo asse e non potrà superare i 180 gradi, inoltre dovrà avere un limite inferiore che impedisca la sovrapposizione totale tra braccio e avambraccio.